# Linguaggio ricorsivo
In matematica, logica e informatica teorica, i linguaggi decidibili o ricorsivi sono una classe di linguaggi formali che corrisponde alla classe dei problemi decidibili. Esistono due definizioni principali equivalenti per questa classe:
1. Un linguaggio ricorsivo è un linguaggio per il quale esiste una macchina di Turing che, data una qualsiasi stringa di input, termina accettando la stringa se essa appartiene al linguaggio, e termina rifiutando la stringa in caso contrario.
2. Un linguaggio ricorsivo è un sottoinsieme ricorsivo dell'insieme di tutte le possibili stringhe sull'alfabeto del linguaggio.

Tutti i linguaggi ricorsivi sono ricorsivamente enumerabili. Sono ricorsivi tutti i linguaggi regolari, liberi dal contesto e dipendenti dal contesto. È degno di nota il fatto che questa categoria non abbia un corrispondente diretto nella classificazione di Chomsky.

## Proprietà di chiusura
L'insieme dei linguaggi ricorsivi è chiuso rispetto alle seguenti operazioni:
1. star di Kleene
2. omomorfismo (purché non si utilizzi la stringa vuota ε)
3. concatenazione
4. unione
5. intersezione
6. complemento
7. (per via di 5 e 6) differenza